# كوناكري

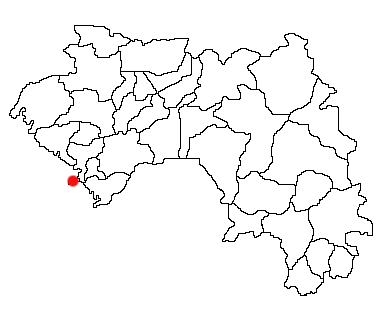
كوناكري

كوناكري والمعروفة قديما باسم تومبو، مرفأ في جنوب غينيا على المحيط الأطلسي. عاصمة غينيا وأكبر مدنها. لا توجد أرقام مؤكدة لتعداد سكان كوناكري إلا أن مكتب الشئون الأفريقية بإلإدارة الأمريكية يقدرهم في حدود مليوني نسمة.

## التاريخ
طبقاً للأسطورة السائدة فإن اسم المدينة نتج عن اندماج اسم كونا(cona) منتج الخمر والجبن عند قبائل الباجا وكلمة ناكيري(nakiri) التي تعنى الضفة الأخرى أو الجانب الآخر.
في البداية كانت كوناكري واقعة بجزيرة تومبو(Tombo) ثم امتدت للجوار لتشمل شبه جزيرة كالوم (Kaloum) ـ والذي أسسه الفرنسيون بعد تخلى بريطانيا عنه عام 1887 ـ لتصبح عاصمة غينيا الفرنسية عام 1904 وازدهرت المدينة كميناء تصدير خصوصا بعد إنشاء خط سكة حديد إلى كانكان(Kankan).
في عام 1970 دار صراع بين القوات البرتغالية والحزب الأفريقي لاستقلال غينيا والرأس الأخضر في غينيا البرتغالية(المعروفة حالياً باسم غينيا بيساو) وامتد القتال إلى جمهورية غينيا بإنزال مجموعة من المرتزقة البرتغاليين (حوالي 350) ومنشقين غينيين بالقرب من كوناكري، قاموا بمهاجمة المدينة وتحرير مئات من أسرى الحرب البرتغاليين قبل أن يتم صد الهجوم بواسطة القوات المحلية.

## كوناكري حديثاً
تتكون كوناكري من خمس بلديات أساسية هي كالوم (مركز المدينة)، ديكسين (Dixinn) وتتضمن جامعة كوناكري والعديد من السفارات، راتوما(Ratoma)، ماتم(Matam)، وماتوتو(Matoto) التي يوجد بها مطار كوناكري الدولي.

## الاقتصاد
تعتبر كوناكري أكبر مدن غينيا و مركزها الإدارى والاقتصادي، ويعتمد اقتصادها بشكل كبير على الأنشطة البحرية بوجود الميناء الذي يحتوى على معدات حديثة للتعامل مع الحمولات مثل الالومنيوم والموز.و الصناعية بوجود عدد من المصانع منشآت المنتجات الغذائية ومعدات الإسكان وغيرها. والتجارية حيث تشهد التجارة رواجا كبيرا فيها. ويبلغ متوسط الدخل الشهرى حوالي 45$.

## المعالم

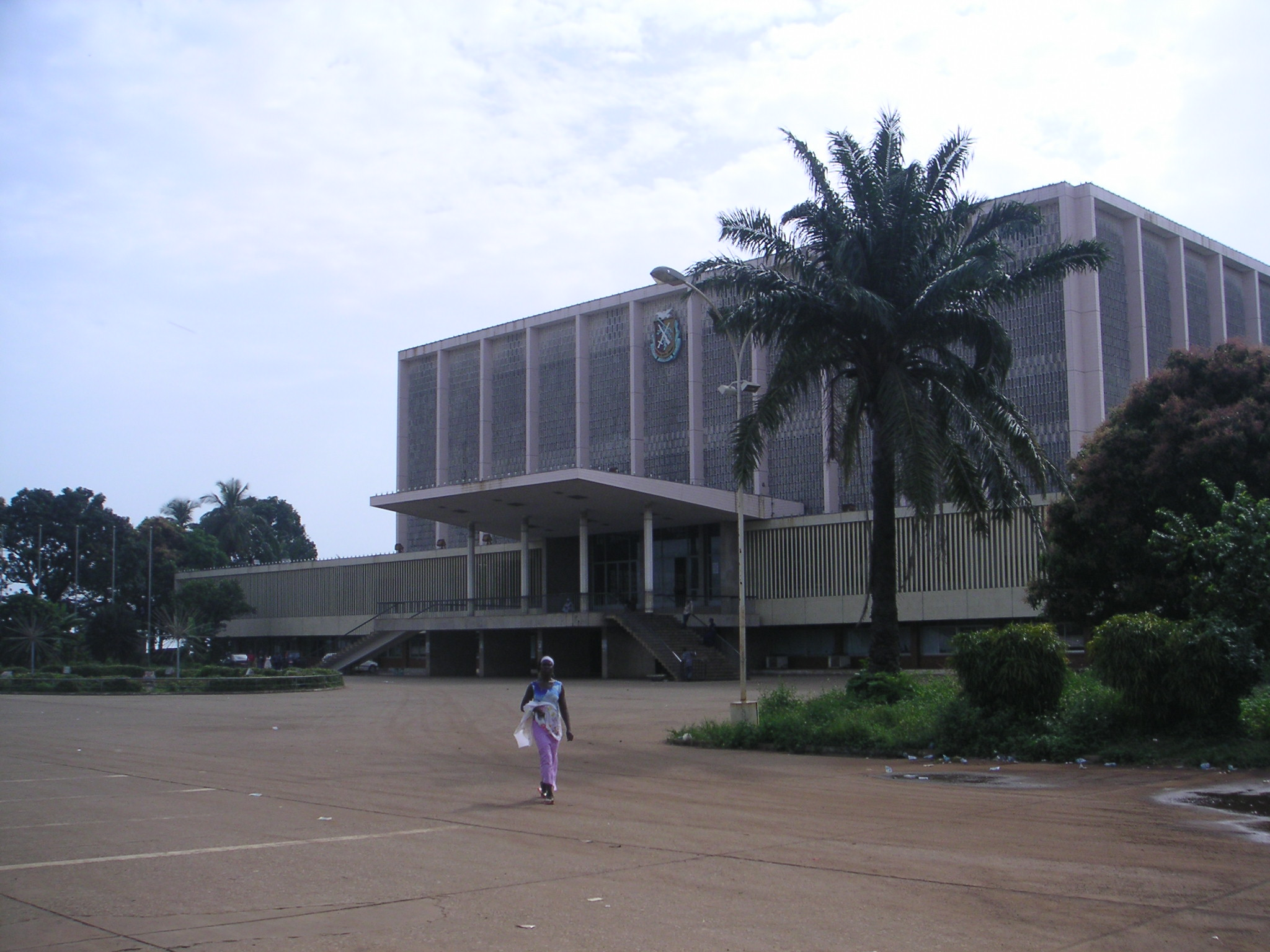
قصر الشعب

تتضمن المدينة عدة معالم منها متحف غينيا الوطني، العديد من الأسواق، قصر الشعب، مسجد كوناكري الكبير الذي بناه سيكو توري. و المدينة معروفة بحدائقها